# Arne Johansen (pattinatore)
Arne Johansen (Oslo, 3 aprile 1927 – Ørland, 25 ottobre 2013) è stato un pattinatore di velocità su ghiaccio norvegese.

## Palmarès

### Olimpiadi invernali
- Bronzo a Oslo 1952 nei 500 metri.